# Nostalgic 64
Nostalgic 64 (en ocasiones mencionado como N64) es el álbum de estudio debut del rapero estadounidense Denzel Curry. Fue publicado el 3 de septiembre de manera independiente, luego de su salida del grupo Raider Klan de SpaceGhostPurrp.
A diferencia de sus materiales iniciales, el álbum abandona la estética lo-fi de Three 6 Mafia que fue muy influyente en el desarrollo de Raider Klan. En cuanto a las letras, contiene menciones personales a su vivencias en Carol City, como la brutalidad policial en casos como Trayvon Martin y la cultura callejera con drogas.

## Antecedentes
A comienzos de 2011, fue publicado su primer mixtape Curry Wuz Here, debido a su afinidad por la música de Big K.R.I.T. y de Killah Priest. En el material aparece un alias, PH. CuRRy, cuyas siglas significaban “Priest Hood”. Luego de estar rapeando con Mike Dece, este lo incentivo a colaborar con SpaceGhostPurrp del colectivo Raider Klan. Aunque estaba indiferente al inicio, tras escuchar el mixtape Blackland Radio 66.6 de Purrp, Curry empezó a desarrollar su estilo propio inspirado en los sonidos phonk.
Buscando captar atención, puso una publicación en su cuenta de Facebook donde mencionaba que aquellos que lo apoyaran recibirían una mención en la canción «Raider Klan x Raider Klan». Fue incluido en su mixtape King Remembered: Underground Tape 1991-1995, que posteriormente fue publicado en la página principal de SpaceGhostPurrp. Sobre sus primeras canciones, fueron realizadas en el software gratuito Audacity. Al unirse a Raider Klan, decidió borrar sus materiales iniciales debido a la poca tracción que recibía. A comienzos de 2012, fue publicado el mixtape King of the Mischievous South Vol. 1, notando que esos materiales eran un tributo a Three 6 Mafia, en particular los triplet de Lord Infamous.
Con la publicación de su mixtape dedicado a Trayvon Martin, Strictly 4 My R.V.I.D.X.R.Z., Curry expresaba haber tomado un enfoque similar al de Tupac Shakur en Strictly 4 My N.I.G.G.A.Z., en particular sus canciones con dedicatorias a Latasha Harlins lo motivó a cambiar su sonido a uno más lírico. Curry considera que su carrera fue despuntando con la aparición del vídeo musical de «Threatz» en el programa RapFix Live de MTV, recibiendo apoyo de Kid Capri y Waka Flocka Flame. A mediados de 2013, Curry decidió dejar el grupo Raider Klan, esto durante el punto más álgido de la disputa entre SpaceGhostPurrp y ASAP Rocky.

## Concepto
Originalmente pensado como un mixtape bajo su alias Aquarius'Killa, Curry expresaba en una entrevista sus planes de colaborar con Nell, J.K. the Reaper, Yung Simmie, Robb Bank$, Mike G de Odd Future, entre otros. Luego de aparecer como telonero junto a Pouya en un concierto de Project Pat, Curry decidió presentar el material como un álbum de estudio, debido a la positiva recepción del público. Al definir un objetivo para el álbum, Curry describe su idea de «crear algo genial para mi ciudad; poner mi ciudad en el mapa».
Canciones en particular, como «Mystical Virus, Part 3», fue influenciado por el estilo narrativo agresivo de DMX en su trilogía «Damien». En la canción homónima, «N64», sus letras contienen referencias culturales a Pokémon, The Usual Suspects y Samurai Jack, entre otros. Sobre la carátula del álbum, es una ilustración realizada por Curry, cuya inspiración fue el arte presente en Aquemini de Outkast.

## Recepción

### Crítica
En la reseña de PopMatters, Logan Smithson describe a Curry como un rapero sólido, pero que el álbum “recae en la mayoría de una producción estelar; los beats encajan como un guante con la personalidad temeraria de Denzel”, pero concluyendo que el álbum demuestra el talento en bruto de una futura estrella del rap. Por su parte, Michael Madden para Consequence lo describe como “una clínica del rap [por] un tipo que uno pensaría que aún está aprendiendo lo básico”.

### Reconocimientos
| Publicación | Lista                                  | Posición | Ref.   |
| ----------- | -------------------------------------- | -------- | ------ |
| Pitchfork   | Favorite Albums of 2013: Editor's Pick | 3        | [ 21 ] |

## Lista de canciones
| N.º   | Título                                                           | Productor(es)                                | Duración |  |
| 1.    | «Intro»                                                          | Rem · Alden Volney                           | 0:52     |  |
| 2.    | «Zone 3»                                                         | Ronny J · MarkMC9 · Poshstronaut             | 3:15     |  |
| 3.    | «Parents»                                                        | Rem · Bodega Creative Co.                    | 3:02     |  |
| 4.    | «Dark & Violent» (con J.K. the Reaper y Nell)                    | Poshstronaut · Klvn Tyler                    | 4:43     |  |
| 5.    | «Threatz» (con Yung Simmie y Robb Bank$)                         | Ronny J                                      | 3:09     |  |
| 6.    | «Mystical Virus, Pt. 3: The Scream» (con Lil Ugly Mane y Mike G) | Ronny J · Poshstronaut · Bodega Creative Co. | 4:23     |  |
| 7.    | «Widescreen»                                                     | Nuri                                         | 3:13     |  |
| 8.    | «N64»                                                            | Poshstronaut · Nuri                          | 3:25     |  |
| 9.    | «Like Me» (con Steven A. Clark)                                  | Steven A. Clark · Rem                        | 5:28     |  |
| 10.   | «Talk That Shit»                                                 | J Green                                      | 2:52     |  |
| 11.   | «Benz»                                                           | Freebase                                     | 3:11     |  |
| 12.   | «Denny Cascade»                                                  | Freebase · Poshstronaut · Denzel Curry       | 4:01     |  |
| 13.   | «A Day in the Life of Denzel Curry, Pt. 2»                       | Lofty305 · sydneyintheory                    | 4:08     |  |
| 45:49 |                                                                  |                                              |          |  |

Notas1. 

Créditos de samples
- «Zone 3» contiene samples de «Choky Choke» interpretado por DJ Sound.
- «N64» contiene una interpolación de «C.R.E.A.M.» interpretado por Wu-Tang Clan.
- «Talk That Shit» contiene interpolaciones de «Versace» interpretado por Migos, y de «Strictly 4 My R.V.I.D.X.R.Z.» por Denzel Curry.
- «Denny Cascade» contiene interpolaciones de «Gliding Through» de sydneyintheory con SpaceGhostPurrp y Robb Banks.
- «A Day in the Life of Denzel Curry, Pt. 2» contiene samples del episodio “Attack of the Clowns” del programa The Grim Adventures of Billy & Mandy.